# 比尔·费奇
威廉·查爾斯·费奇（英語：William Charles Fitch，1932年5月19日—2022年2月2日），綽號「比爾」，美国NBA聯盟主前教练，成功将多支球队带入季後賽。在进入职业教练生涯前还执教过多支NCAA球队，两次夺得NCAA总冠军。
费奇是前美国海军陆战队的一位步操教官，拉里·伯德在他的著书《Drive: The Story of My Life》提到，费奇是使他拥有强悍打球风格的一个重要原因。
在他25年的职业篮球教练生涯中，费奇多次执教不同的球队。2004年他以944场胜利排在了NBA教练历史上胜场数第五位，而与此同时失利场次也仅次于兰尼·威尔肯斯以1106场失利排在NBA第二。费奇曾两次夺得NBA最佳教练，他带领着伯德、凯文·麦克海尔、罗伯特·帕里什和波士顿凯尔特人队的其他球员击败休斯敦火箭，夺得了1981年的NBA总冠军。1983年费奇开始执教火箭队，他带领着阿基姆·奥拉朱旺和拉尔夫·桑普森的火箭打入1985-86赛季的NBA总决赛，但是不敌伯德的凯尔特人队。
费奇也先后执教过克里夫兰骑士队，新泽西网队和洛杉矶快船队，在他执教NBA新军克里夫兰骑士的首个赛季里，球队输掉了前15场比赛。在连败的过程中，有一名球場保安因為費奇無法出示入場证件为由，拒绝讓他进入球场，他告诉那位保安:「那还有谁愿意执教那支球队吗（Who else would admit to coaching that team?）」，然后迅速进入球馆。